# Roman d'Alexandre en prose

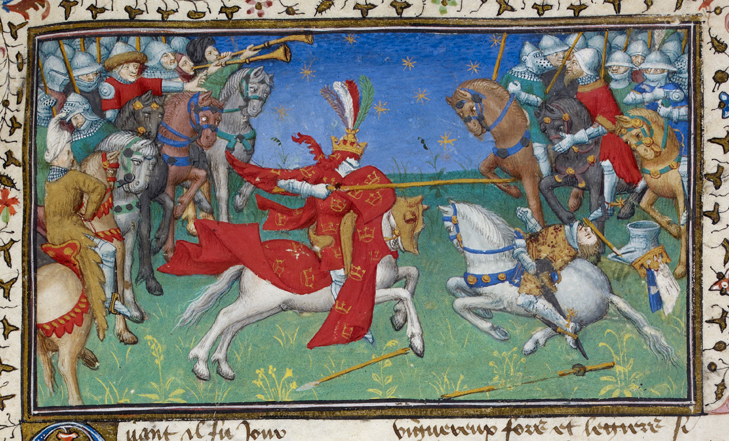
Alexander lyckas fälla Porrus, Indiens kung, från sin häst (BL Royal MS B xx, c. 1420).

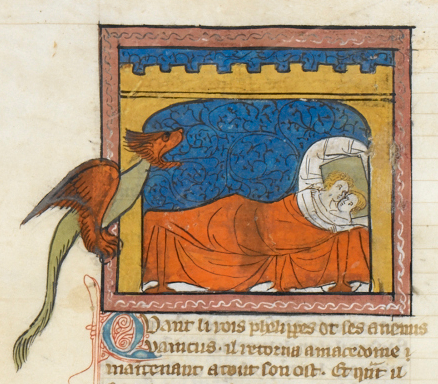
Olympias och Nectanabus föreställer sig Alexander (Royal MS 19 D i, c. 1340)

Roman d'Alexandre en prose är en av många medeltida äventyrsberättelser om Alexander den store, som då skrevs med stora bearbetningar med fantastiska tillägg till den faktiska historien. Alexander var en av de medeltida nio hjältarna, och hans resor österut - och i synnerhet de märkliga och exotiska människor han stötte på där - behandlades i ett antal olika texter i olika genrer. Baserat på den relativt stora mängden manuskript som har överlevt, såväl som den höga kvaliteten på många av dem, kan den gammelfranska Roman d'Alexandre en prose anses vara den populäraste och framgångsrikaste prosan i folkspråklig ton om legenden.

## Ursprung
Ärkeprästen Leo av Neapel översatte under mitten av 900-talet en grekisk äventyrsberättelse från 200-talet, som felaktigt tillskrivits Callisthenes, till latin. Den nya översättningen kompletterades med material, från bland annat källor såsom Orosius Historia adversus paganos, och i sin utökade form blev den känd som Historia de preliis. Den här latinska versionen var senare i sin tur fritt översatt till gammalfranska, och fick då namnet Roman d'Alexandre en prose, ibland med lån från andra källor, däribland versen Roman d'Alexandre. Äventyrsberättelsen är daterad till 1200-talet. Det har gjorts tre större recensioner av texten, där senare utgivare lagt till texter eller gjort bortskärningar.

## Manuskript
Berättelsen har sparats i sjutton manuskript (en av dem ett fragment och ett annat förstört), varav tio är fyllda av illustrationer. Ytterligare fyra manuskript, däribland fragmentet, har platser kvarlämnade för miniatyrer som aldrig ifyllts. Manuskripten är:

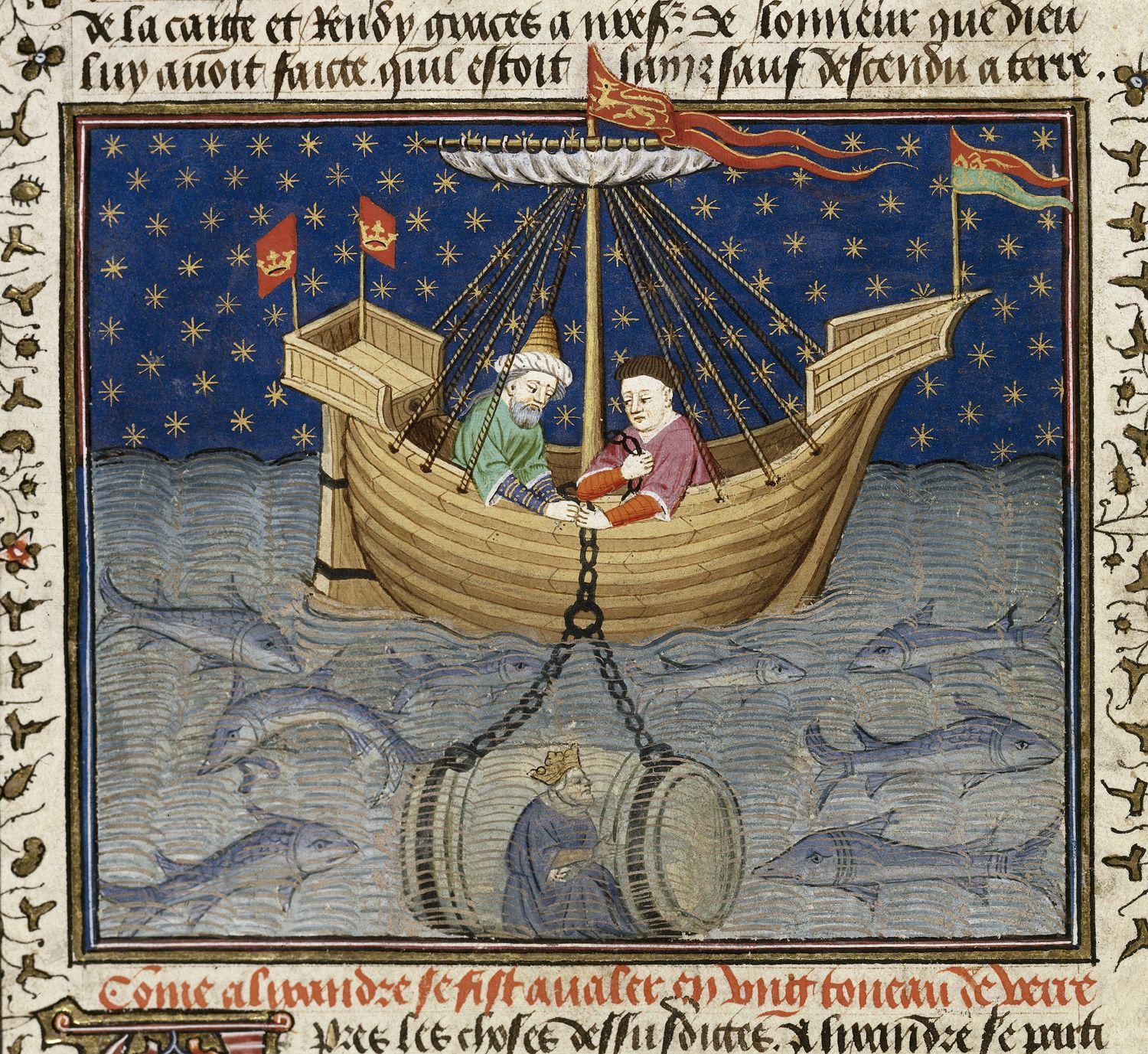
Alexander utforskar havet i en ubåt (BL Royal MS 15 E vi, c. 1445)

1. Berlin, Königliches Kupferstichkabinett, 78, C.I.  (Tidigt 1300-tal).
2. Br: Brussles, Bibliothèque Royale, 11040.  (Sent 1300-tal).
3. C: Chantilly, Musée Condé, 651.  (Sent 1400-tal).
4. L: Le Mans, Bibliothèque de la Ville, 103.  (Sent 1300-tal).
5. R1: London, British Library, Royal 15. E. vi.  (Rouen, efter 1445).
6. R2: London, British Library, Royal 19. D. i.  (Paris, 1350-talet).
7. R3: London, British Library, Royal 20. A. v.  (Sent 1200-tal).
8. R4: London, British Library, Royal 20. B. xx.  (Paris, tidigt 1400-tal).
9. H: London, British Library, Harley 4979.  (Nederländerna, sent 1200 eller tidigt 1300-tal).
10. P1: Paris, Bibliothèque Nationale, fr. 788.  (1461).
11. P2: Paris, Bibliothèque Nationale, fr. 1373.  (1400-tal).
12. P3: Paris, Bibliothèque Nationale, fr. 1385.  (1300-tal).
13. P4: Paris, Bibliothèque Nationale, fr. 1418.  (1400-tal).
14. P5: Paris, Bibliothèque Nationale, fr. 10468.  (1400-tal).
15. S: Stockholm, Royal Library, French MS Vu.20 (olim 51).  (Sent 1300-tal).
16. T: Tours, Bibliothèque Municipale, 984.  (1300-talet). Förstörd under andra världskriget.[6]
17. O: Oxford, Bodleian Library, Rawlinson D. 913 (olim 1370), ff. 103-5 (fragment).  (1300-talet).

Texten finns dessutom kvar i tio tryckta utgåvor från 1500-talet och tidigt 1600-tal, av vilka de äldsta publicerades 1506.

## Utgåvor
- Hilka, Alfons (1920). Der altfranzösiche Prosa-Alexanderroman. Halle: Niemeyer

- Otaka, Yorio; Fukui, Hideka; Ferlampin-Archer, Christine (2008). Roman d'Alexandre en Prose: [British Library, Royal 15. E. vi]. [Osaka]: Centre de la recherche interculturelle à l'Université Otemae. ISBN 9784990428709